# Капітуляція

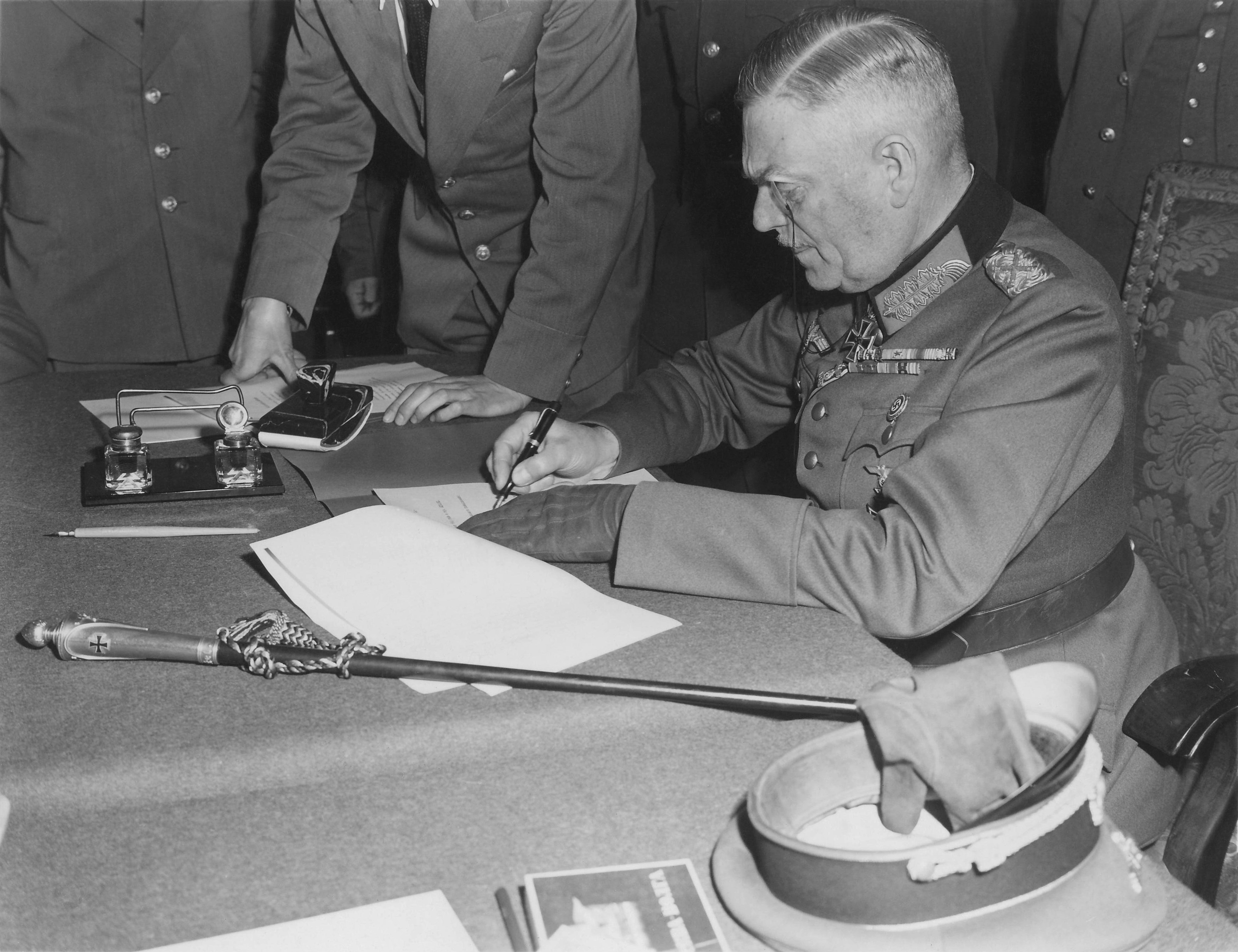
Генерал-фельдмаршал В.Кейтель підписує акт про капітуляцію Німеччини, 1945

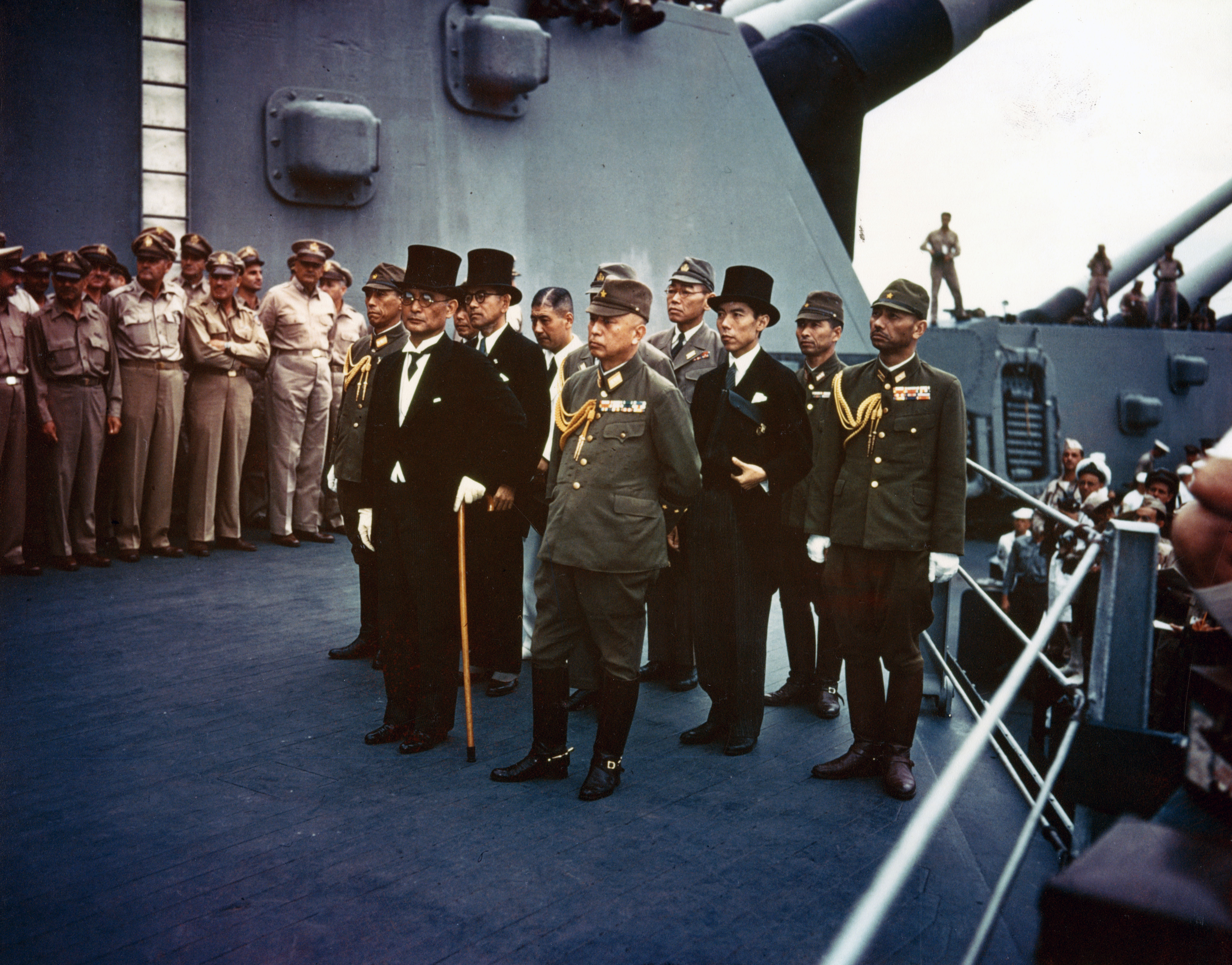
Делегація японського уряду на лінкорі «Міссурі» для підписання акта про капітуляцію японських військ, 1945

Капітуля́ція (лат. capitulum, маленька голівка або підрозділ; capitulare, ставлення на умовах) — у міжнародному праві, угода під час війни щодо припинення збройного опору, війни, дій та здачі збройних сил зі зброєю, технікою тощо, держави, що воює, під впливом переваги військової сили держави-переможниці на умовах останньої або на умовах, погоджених унаслідок переговорів.

## Історія
У XVII і XVIII століттях в Європі існувала загальновизнана думка, за якою не всяка капітуляція фортеці (укріплення) є ганьбою. Капітуляція вважалася чесною, коли ті, хто здав фортецю (укріплення) отримували право безперешкодно вийти з фортеці зі зброєю в руках, з бойовими прапорами, обозами і всіма бойовими припасами. При цьому капітуляція військ у полі завжди визнавалася неприпустимою. В той час капітуляція розглядалася, як звичайний випадок в ході війни і не було потреби у висуненні попередніх умов перед остаточним узгодженням умов капітуляції від уряду та військового керівництва завойовника. Зазвичай серед цих умов завжди, окрім збереження життя, були присутні і гарантовані свобода віросповідання, збереження і безпека приватної власності та зобов'язання представників сторони, яка капітулювала, не носити зброю протягом певного періоду. 
Втім, капітуляція, за своїми наслідками, не завжди була чесною та узгодженою поміж сторонами. Наприклад, в 1535 році, коли умови капітуляції гарнізону портового міста Мао на острові Менорка (Балеарські острови) були обговорені з капудан-пашою Османської імперії Хайр ад-Діном Барбароссою, в тому числі з умовою, що при захопленні міста не буде завдана шкода керівникам міста та їхнім будинкам, в ніч на 5 вересня, османи здійснили напад, в результаті якого, окрім загибелі францисканців та інших цивільних осіб, додались ще й масові зґвалтування, пожежі та пограбування міста.
На початку XX ст. процес підготовки та проведення капітуляції військ отримав деякі нові форми і методи. Так, наприклад, на початку лютого 1918 року, коли радянська Росія не була здатною утримати наступ німецької кайзерівської армії, Верховний головнокомандувач Збройних Сил радянської Росії Микола Криленко видав та оприлюднив наказ про «організацію братання» з німцями, однак така спроба не призвела до будь-якого позитивного результату, більшовики прийняли німецький ультиматум і 3 березня підписали Берестейський мир, а фактично — капітулювали.
За наслідками капітуляцій останніх війн XX ст., найбільш вразливою категорією стали військовослужбовці збройних сил країн, яких перемогли у війні та які добровільно склали зброю. Так, в 1945 році, після укладення Акту про капітуляцію Німеччини, сотні тисяч німецьких полонених були одразу перевезені на територію колишнього Радянського Союзу, як держави-переможниці, де вони були залучені для відбудови народного господарства, будівництва зруйнованих заводів, фабрик, залізниці, автошляхів, мостів, житла, інших господарчих роботах, до двірників (включно). За різними оцінками, станом на початок 1947 року, чисельність полонених німців на території СРСР сягала понад 2,1 млн чоловік. За підсумками завершення війни та капітуляції Японії, до СРСР в якості робочої сили було вивезено близько 500 тис. військовополонених. Особливо цінувалися ті, хто мав будівельні спеціальності. Табори для полонених японців здебільшого знаходилися на Далекому Сході і у Східному Сибіру, адже з точки зору економічної доцільності не було сенсу перекидати японців — на захід, а німців — на схід. Репатріація військовополонених з території СРСР на батьківщину відбувалася в три етапи, а саме в 1950, 1953 та 1955 роках. 

### Капітуляція Німеччини у Другій світовій війні
7 травня 1945 року, о 02:41, у м. Реймсі (Франція) було складено угоду про припинення війни Німеччиною, війни, яка свого часу була офіційно оголошеною, шляхом повної й беззастережної капітуляції. Юридичний документ у вигляді Акту про капітуляцію німецьких збройних сил, встановив перемир'я на спрямованих проти Німеччини фронтах Другої світової війни, зобов'язав німецьких військовослужбовців до припинення опору, здачі особового складу в полон та передачі матеріальної частини збройних сил — противнику. Акт був підписаний представниками Верховного командування Вермахту, Верховного командування західних союзників та Радянського Союзу. Фактично, укладена угода означала вихід Німеччини з війни.

## Правова основа
Гаазька Конвенція (1899) про закони і звичаї війни встановила, що умови капітуляції, які  погоджені сторонами переговорів, повинні бути відповідними до правил військової честі. Якщо вони були погоджені одного разу, то повинні дотримуватися обома сторонами.

## Класифікація
Розрізняють такі типи капітуляції:
- почесна — зі збереженням прапорів, озброєння та військової техніки у переможеної сторони;
- проста — капітуляція окремого військового з’єднання, що не зумовлює капітуляції на рівні всієї сторони конфлікту, що воює;
- повна — цілковите і остаточне припинення опору всіма збройними силами однієї зі сторін, означає визнання державою військової поразки, однак формально не припиняє стан війни між учасниками;
- беззастережна — роззброєння і здача всіх збройних сил капітулюючої держави на умовах, поставлених переможцем, переможена сторона втрачає формальне рівноправне становище на переговорах із переможцем.

## Застосування
Угода про капітуляцію може застосовуватися тільки, виключно, між воюючими сторонами в ході оголошеної війни. Укладені угоди про капітуляцію в ході ведення бойових дій за іншими формами збройних конфліктів, окрім війни, за своєю суттю мають ознаки нікчемності, не мають сили та є недійсними.
Коли угоду про капітуляцію уклала посадова особа, яка не мала відповідних повноважень, або яка перевищила межі своїх повноважень, вона отримує назву «порука», і, щоб стати обов'язковою, зазначена угода повинна бути підтверджена швидкою або мовчазною ратифікацією.

## Цікаві факти
Не знаючи та не довіряючи повідомленням про капітуляцію Японії, молодший лейтенант розвідки Імперської армії Японії Онода Хіроо продовжував вести бойові дії на філіппінському острові Лубанг протягом ще 29 років, до 10 березня 1974 року включно.